# Hussein Kamel
Hussein Kamel Hassan al-Majid (em árabe: حسين كامل حسن المجيد) (Tel Al Thahab, 1954 – Bagdá, 23 de fevereiro de 1996) foi um político e militar iraquiano, genro e primo de segundo grau do do então presidente do Iraque, Saddam Hussein. Em 1995, desertou para a Jordânia, onde colaborou com a Comissão Especial das Nações Unidas (CENU) e com equipes da Agência Internacional de Energia Atômica (AIEA), responsáveis por inspecionar o programa de armas de destruição em massa do Iraque.

## Biografia
Kamel fez rápida carreira no exército e tornou-se ministro para a indústria militar do país. Nessa qualidade, presidiu a Comissão de Industrialização Militar e havia estado no comando dos programas de armas do Iraque em 1987.
Ele casou com a filha de Saddam Hussein, Raghad Hussein, e viveu até 1995 no Iraque. Em 7 de agosto daquele ano, fugiu para a Jordânia com sua esposa e seu irmão, o coronel Saddam Kamel. Seu irmão também foi acompanhado por sua esposa, Rana Hussein, também uma filha do ditador.
A Jordânia concedeu asilo político aos fugitivos. Kamel iniciou uma cooperação com Rolf Ekeus, diretor da missão de inspeção de armas da ONU e da UNSCOM. Ele também trabalhou com a CIA e o MI6. Kamel repassou muitas informações para os inspetores da ONU.
Kamel confirmou que o Iraque possuía um programa de armas biológicas antes da Segunda Guerra do Golfo. Um pouco mais tarde, Saddam Hussein permitiu, após a pressão dos inspetores da ONU, o acesso às instalações e vários documentos. Kamel insistiu que o Iraque tinha destruído desde a Guerra do Golfo de 1991, todos os estoques de armas de destruição em massa.
Em fevereiro de 1996, os agentes de Saddam Hussein asseguraram aos irmãos Kamel que eles haviam sido perdoados. Saddam Kamel e Hussein Kamel foram convencidos a voltar junto com suas esposas ao Iraque. Imediatamente após sua chegada, eles foram forçados a se divorciarem de suas esposas e condenados como traidores. Três dias depois, os dois irmãos foram mortos em um tiroteio com as forças de segurança.